# Mercedes-Benz C219
Mercedec-Benz C219 (в народі призвісько банан) — 4-дверне люкс-купе концерну Mercedec-Benz. Принципово нова дизайнерська розробка, котрою був заснований CLS клас, і яка мала за ціль потіснити на авторинку моделі люкс-виробника «Jaguar». Модель розроблена в 2004 році на платформі Mercedec-Benz W211.

## Історія

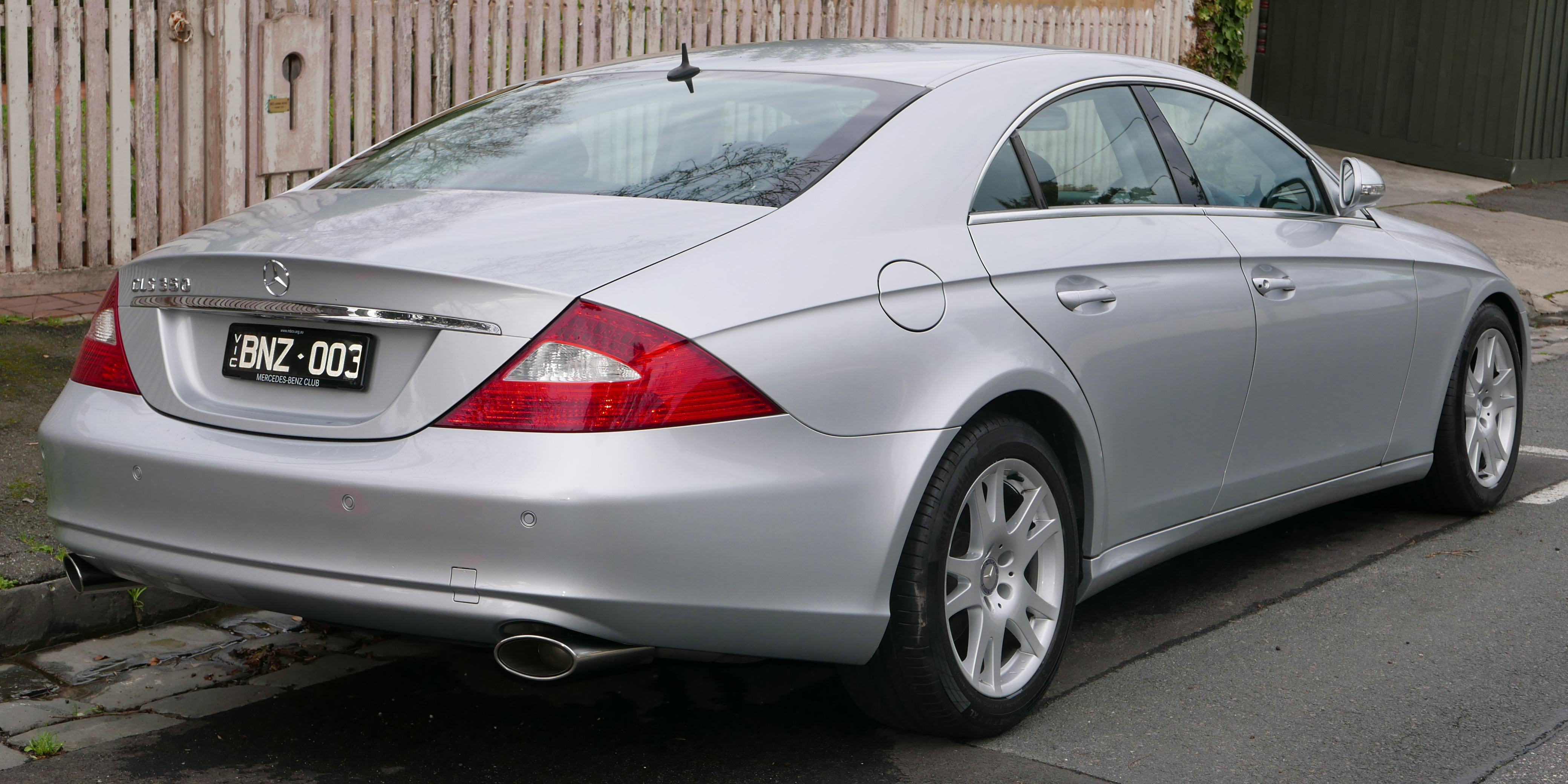
Mercedec-Benz CLS 350 (2004—2008)

Винищувач «Ягуарів» («Jaguar Fighter») — таке завдання поставив головний менеджер з продажу Mercedec-Benz Йоахім Шмідт перед тоді шеф-дизайнером концерну Петером Пфайфером. Треба було створити автомобіль, стилістика якого була б зовсім іншою ніж у всіх існуючих тоді моделей Мерседеса. Він мав надбати плавні форми, які б виглядали «атлетично напруженими та динамічно елегантними».
І дійсно, як тільки Mercedec CLS з'явився на ринку — він протягом місяців очолив статистику продаж автомобілів люкс-класу в Німеччині.
Седан Mercedec-Benz CLS — класичний трендсетер[що?][джерело?]. Саме з нього почалася мода на так звані чотиридверні купе — суть седани з низькою і похилою лінією даху. Публічне життя седана CLS почалася з концепту Mercedec-Benz Vicion CLS, представленого у Франкфурті у 2003 році. А вже у 2004-му машина пішла в серію. На злеті своєї кар'єри CLS оснащувався бензиновими двигунами об'ємом від трьох літрів до 6,2 л і потужністю від 231 до 514 сили, а також одним дизельним двигуном V6 3,0 (224 к. с., 540 Н·м). Коробка передач одна — семиступеневий «автомат» 7G-Tronic.
У 2008 році автомобіль отримав легкий рестайлінг. Була модернізована решітка радіатора, з'явилися світлодіодні задні ліхтарі, інші дзеркала заднього виду зі світлодіодними повторювачами поворотів, а також колісні диски нового дизайну й інші патрубки випускної системи. Випуск седана припинився в кінці липня 2010 року. За шість років з конвеєрів заводів у Німеччині та Мексиці зійшло 170 тисяч машин.

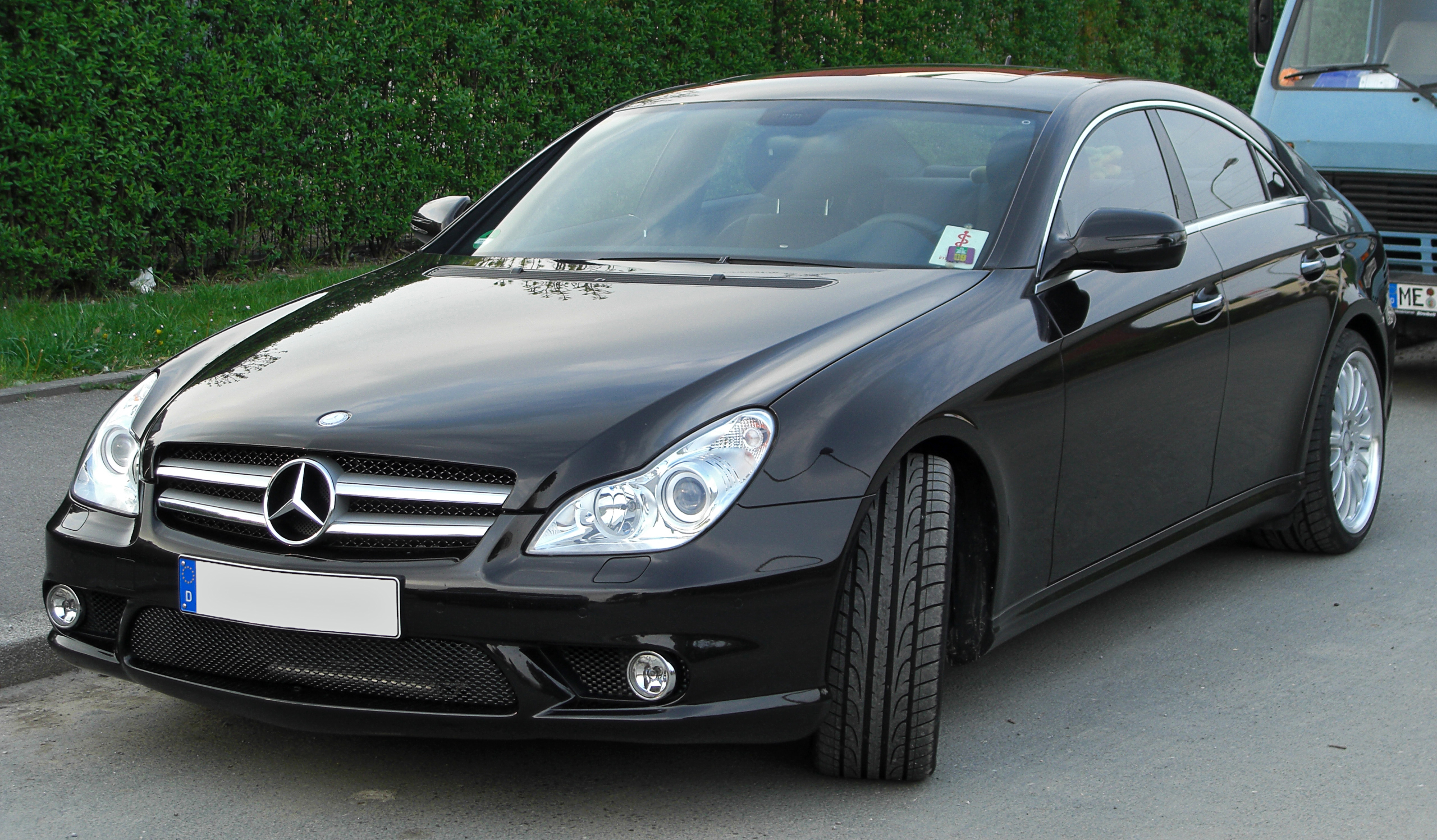
CLS AMG-Sportpaket
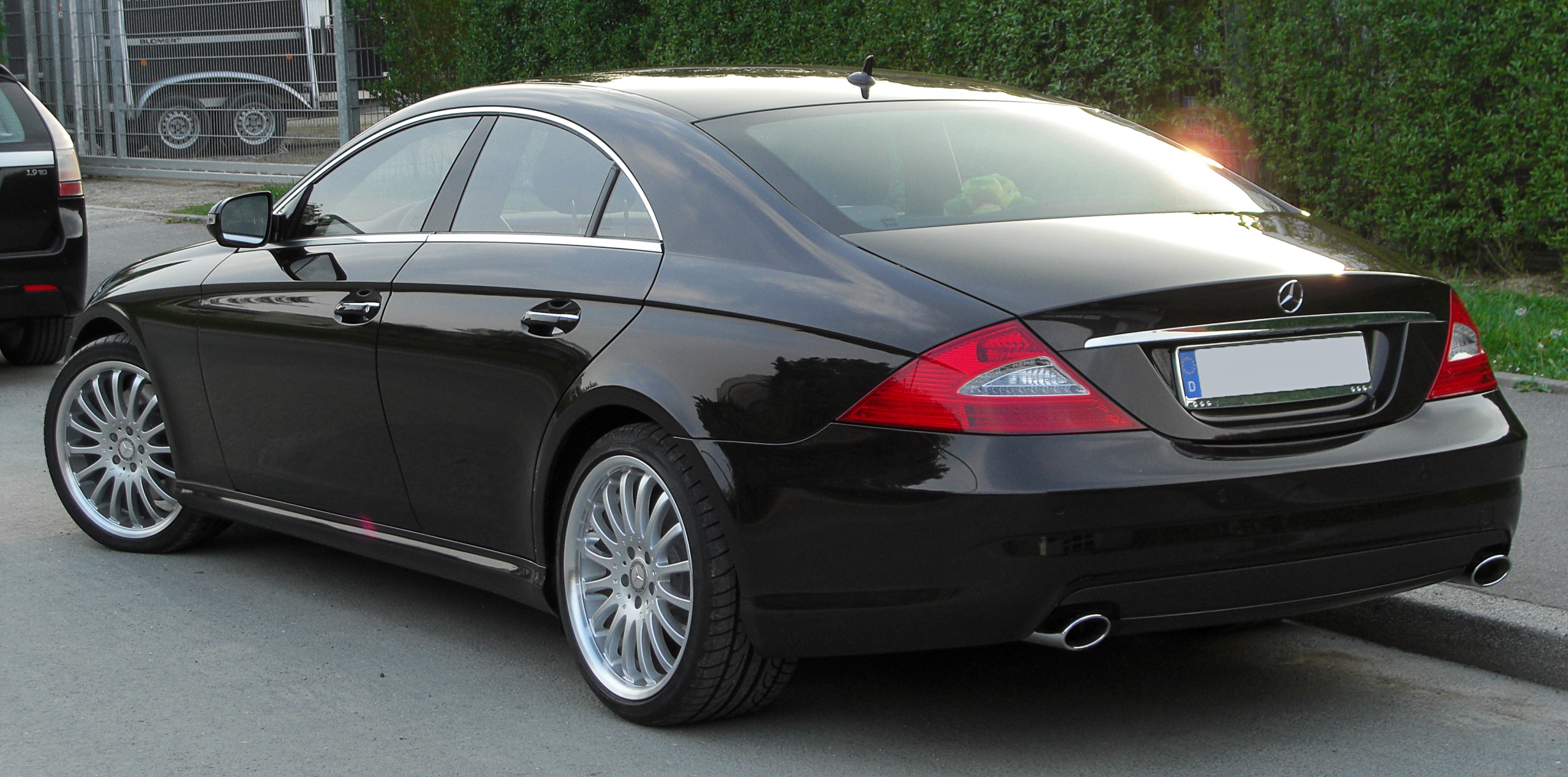
CLS AMG-Sportpaket
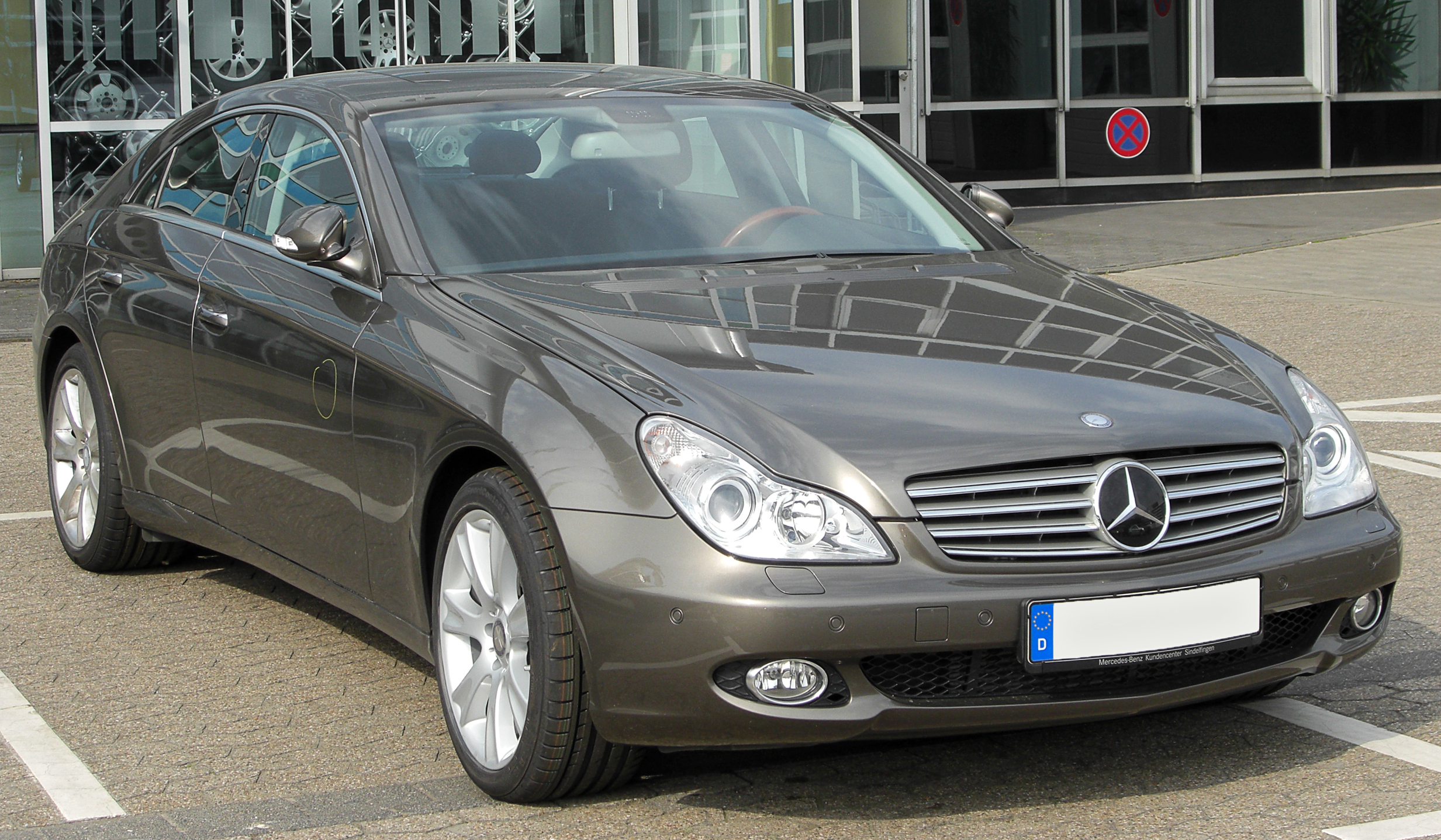
CLS (C219) Front
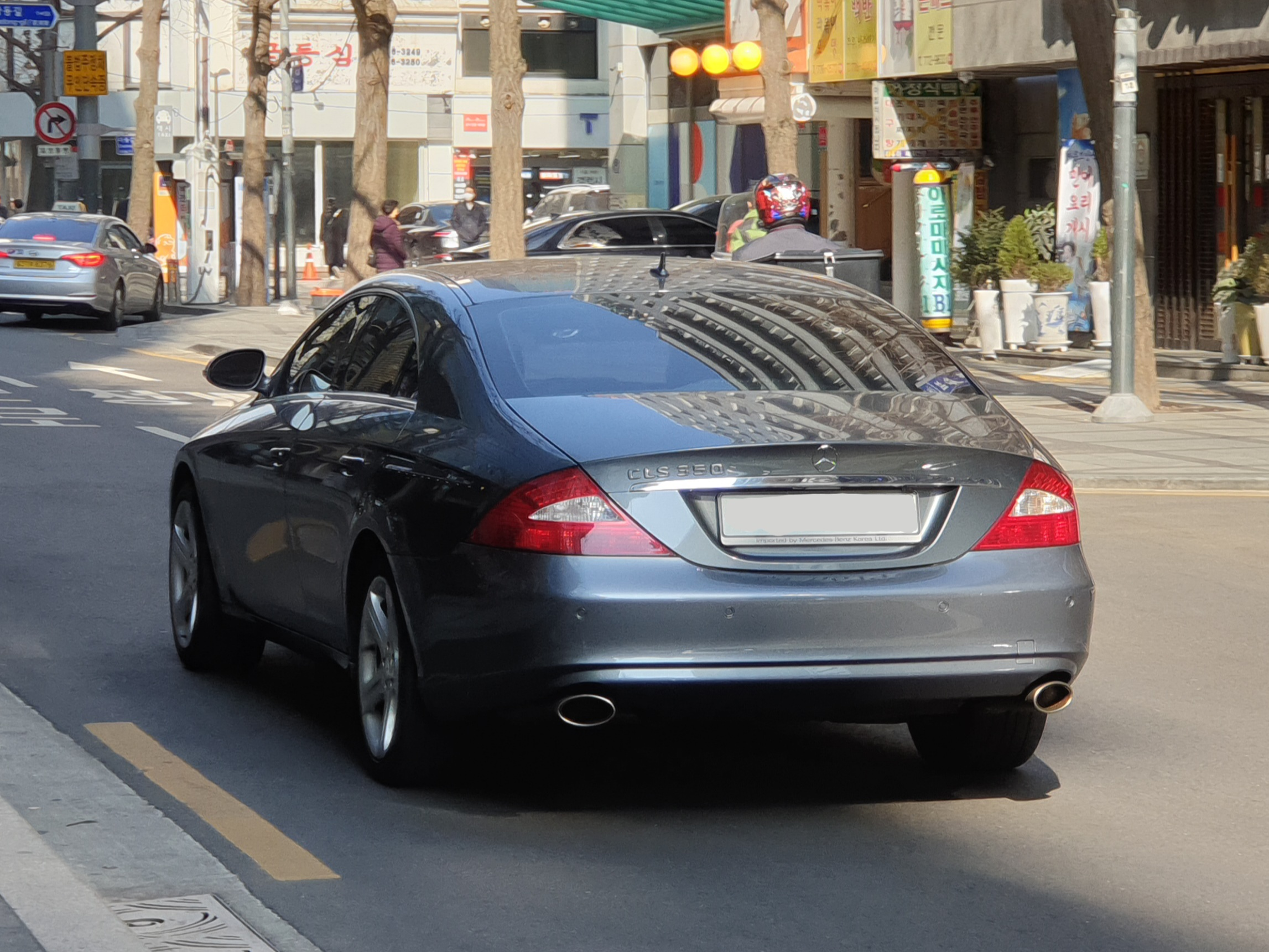
CLS 350 C219 Granite Grey

## Двигуни
|                                         | CLS 320 CDI                 | CLS 350 CDI                 | CLS 280                          | CLS 300                          | CLS 350                          | CLS 350 CGI                 | CLS 500                          | CLS 500                          | CLS 55 AMG                       | CLS 63 AMG                       |
| --------------------------------------- | --------------------------- | --------------------------- | -------------------------------- | -------------------------------- | -------------------------------- | --------------------------- | -------------------------------- | -------------------------------- | -------------------------------- | -------------------------------- |
| Роки                                    | 2004–2009                   | 2009–2010                   | 2008–2009                        | 2009–2010                        | 2004–2006                        | 2006–2010                   | 2004–2006                        | 2006–2010                        | 2004–2006                        | 2006–2010                        |
| Маркування                              | OM 642 DE 30 LA             | OM 642 DE 30 LA             | M 272 KE 30                      | M 272 KE 30                      | M 272 KE 35                      | M 272 DE 35                 | M 113 E 50                       | M 273 KE 55                      | M 113 E 55 ML                    | M 156 E 63                       |
| Конфігурація Мотору                     | V6                          | V6                          | V6                               | V6                               | V6                               | V6                          | V8                               | V8                               | V8                               | V8                               |
| Суміш                                   | Пряме вприскування          | Пряме вприскування          | Вприскування у впускний колектор | Вприскування у впускний колектор | Вприскування у впускний колектор | Пряме вприскування          | Вприскування у впускний колектор | Вприскування у впускний колектор | Вприскування у впускний колектор | Вприскування у впускний колектор |
| Наддув                                  | Турбокомпре́сор              | Турбокомпре́сор              | –                                | –                                | –                                | –                           | –                                | –                                | Компрессор                       | –                                |
| Об'єм                                   | 2987 см³                    | 2987 см³                    | 2996 см³                         | 2996 см³                         | 3498 см³                         | 3498 см³                    | 4966 см³                         | 5461 см³                         | 5439 см³                         | 6208 см³                         |
| Максимальна Потужність                  | 165 kW (224 Pc) при 3800/хв | 165 kW (224 Pc) при 3800/хв | 170 kW (231 Pc) при 6000/хв      | 170 kW (231 Pc) при 6000/хв      | 200 kW (272 Pc) при 6000/хв      | 215 kW (292 Pc) при 6400/хв | 225 kW (306 Pc) при 5600/хв      | 285 kW (388 Pc) при 6000/хв      | 350 kW (476 Pc) при 6100/хв      | 378 kW (514 Pc) при 6800/хв      |
| Максимальний Крутний момент             | 540 Nm при 1600–2400/хв     | 540 Nm при 1600–2400/хв     | 300 Nm при 2500–5000/хв          | 300 Nm при 2500–5000/хв          | 350 Nm при 2400–5000/хв          | 365 Nm при 3000–5100/хв     | 460 Nm при 2700–4250/хв          | 530 Nm при 2800–4800/хв          | 700 Nm при 2650–4500/хв          | 630 Nm при 5200/хв               |
| Максимальна швидкість                   | 246 км/год                  | 246 км/год                  | 245 км/год                       | 245 км/год                       | 250 км/год (обмежена)            | 250 км/год (обмежена)       | 250 км/год (обмежена)            | 250 км/год (обмежена)            | 250 км/год (обмежена)            | 250 км/год (обмежена)            |
| Розгін 0–100 км/год                     | 7,0 c                       | 7,0 c                       | 7,7 c                            | 7,7 c                            | 7,0 c                            | 6,7 c                       | 6,1 c                            | 5,4 c                            | 4,7 c                            | 4,5 c                            |
| Трансмісія                              | 7G-Tronic                   | 7G-Tronic                   | 7G-Tronic                        | 7G-Tronic                        | 7G-Tronic                        | 7G-Tronic                   | 7G-Tronic                        | 7G-Tronic                        | 5G-Tronic                        | 7G-Tronic                        |
| Тип приводу                             | Задній                      | Задній                      | Задній                           | Задній                           | Задній                           | Задній                      | Задній                           | Задній                           | Задній                           | Задній                           |
| Маса                                    | 1815 кг                     | 1815 кг                     | 1730 кг                          | 1730 кг                          | 1730 кг                          | 1735 кг                     | 1810 кг                          | 1835 кг                          | 1920 кг                          | 1905 кг                          |
| Максимально допустима маса навантаження | 2280 кг                     | 2280 кг                     | 2195 кг                          | 2195 кг                          | 2195 кг                          | 2200 кг                     | 2275 кг                          | 2300 кг                          | 2385 кг                          | 2370 кг                          |
| Витрати палива на 100 км                | 7,6 – 8,1 л                 | 7,6 – 8,1 л                 | 10,0 – 10,2 л                    | 10,0 – 10,2 л                    | 10,1 – 10,6 л                    | 9,1 – 9,3 л                 | 11,3 – 12,0 л                    | 11,8 – 12,0 л                    | 13,6 л                           | 14,5 л                           |
| Вміст баку                              | 80 л                        | 80 л                        | 80 л                             | 80 л                             | 80 л                             | 80 л                        | 80 л                             | 80 л                             | 80 л                             | 80 л                             |
| Викиди CO2                              | 202 – 215 г/км              | 200 – 215 г/км              | 233 – 237 г/км                   | 233 – 237 г/км                   | 241 – 253 г/км                   | 217 – 222 г/км              | 268 – 290 г/км                   | 275 – 280 г/км                   | 326 г/км                         | 345 г/км                         |
| Євро Стандарт                           | Euro 4                      | Euro 4                      | Euro 4                           | Euro 4                           | Euro 4                           | Euro 4                      | Euro 4                           | Euro 4                           | Euro 4                           | Euro 4                           |

## Модифікації

### AMG–версії
Mercedec-AMG створив дві версії автомобіля, перша, CLS 55 AMG вийшла разом з базовою моделлю у 2004 році і оснащувалася 5-літровим нагнітаючим мотором М113 потужністю 476 к. с. (350 кВт) при 6100 об/хв.
Після заміни мотора у 2006 році нова модель стала називатись CLS 63 AMG з 6,2-літровим мотором М156 потужністю 514 к. с. (375 кВт) при 6800 об/хв і семиступеневою АКПП 7G-Tronic. У 2008 році модель оновили разом з базовою версією. CLS 63 AMG випускалася аж до завершення виробництва у 2010 році.

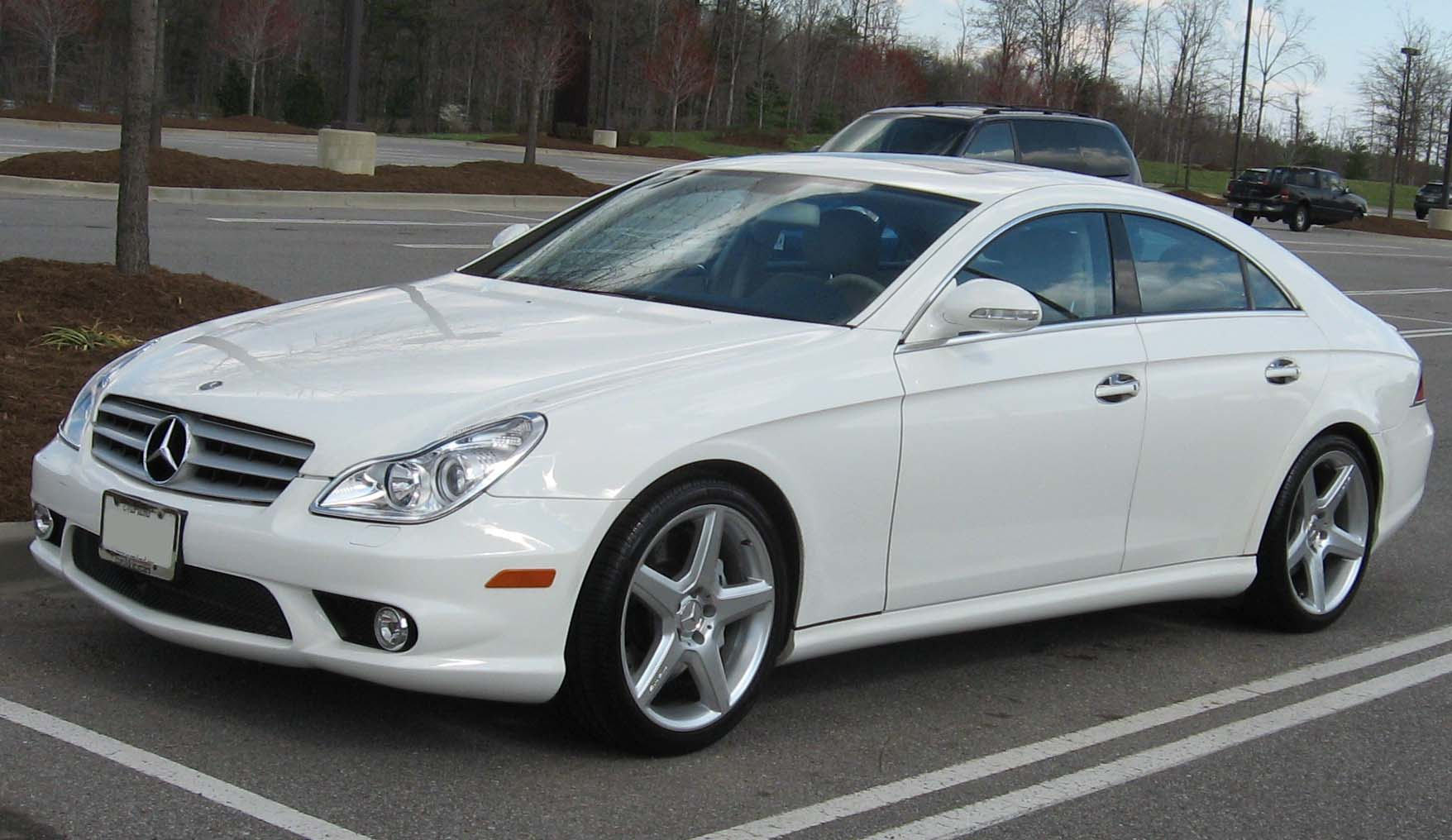
Mercedec-Benz CLS 55 AMG (2004—2006)
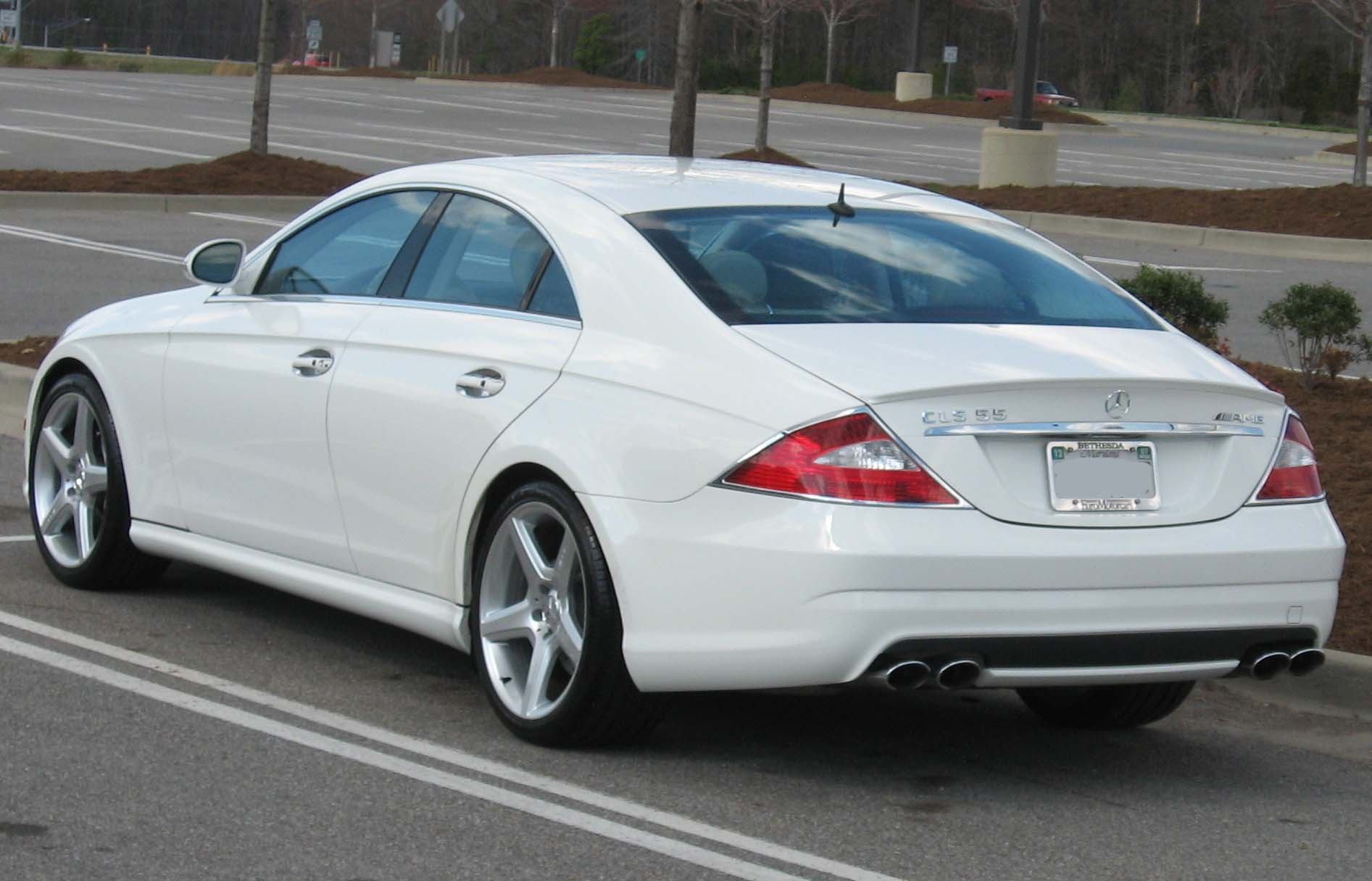
Mercedec-Benz CLS 55 AMG (2004—2006)
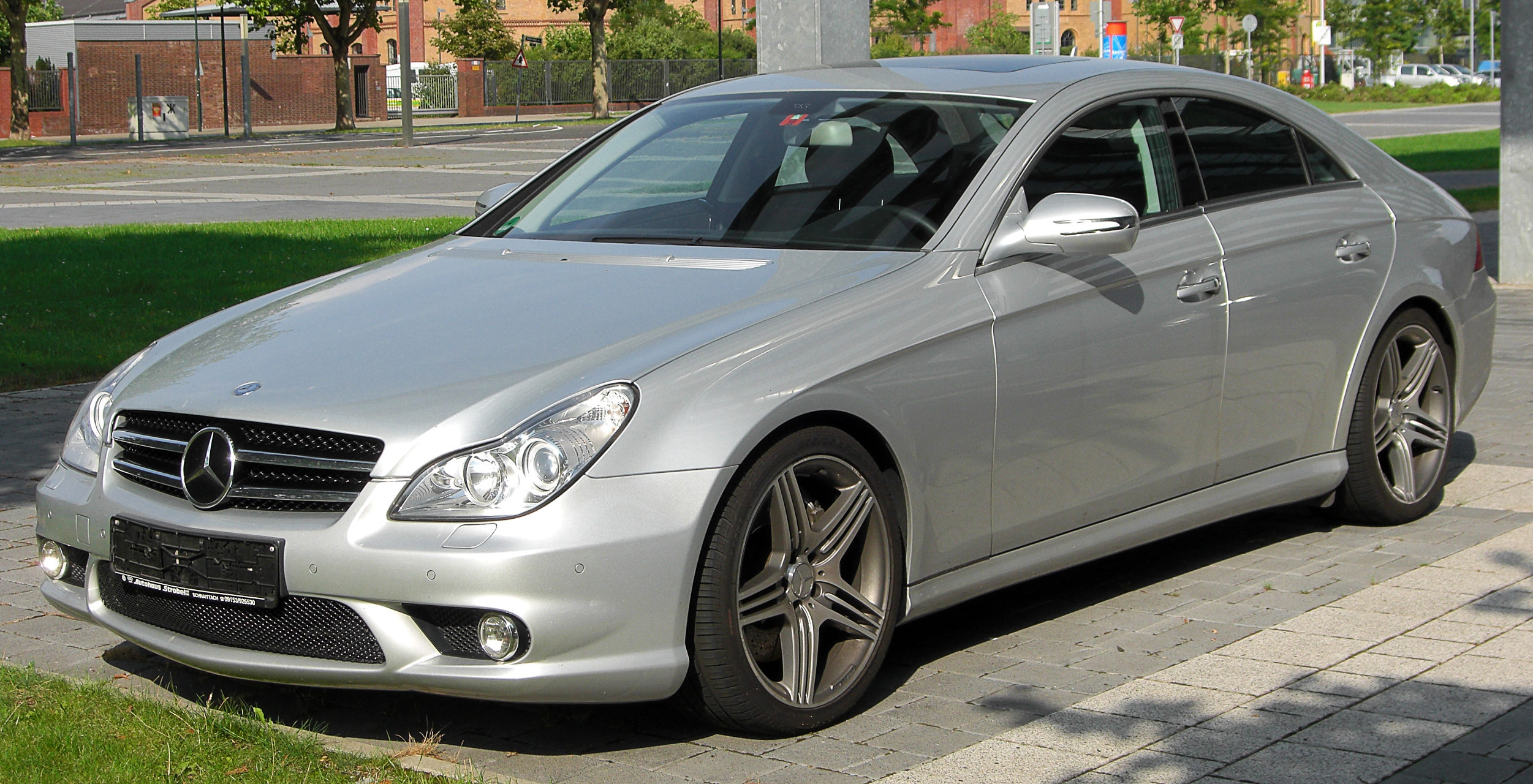
Mercedec-Benz CLS 63 AMG (2008—2010)
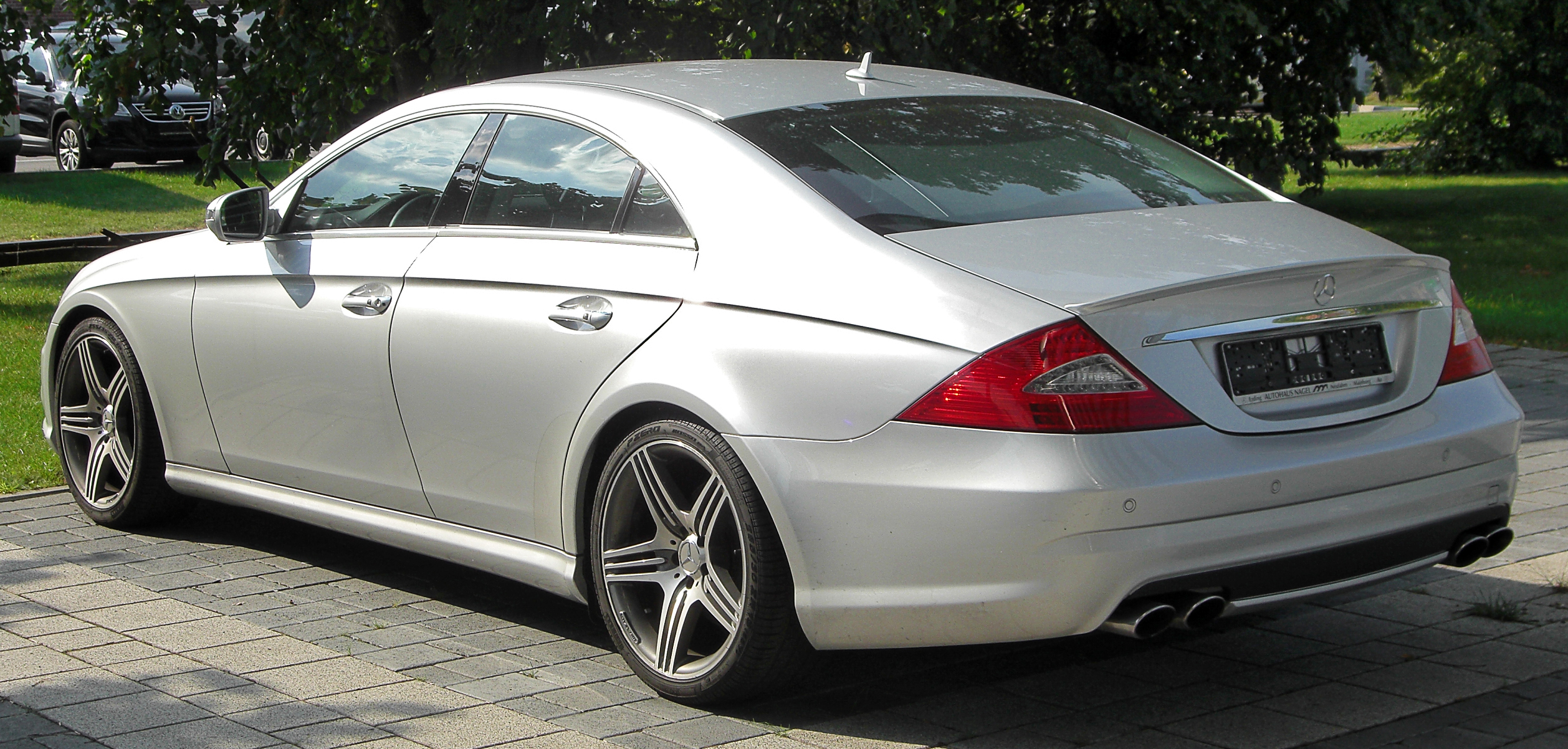
Mercedec-Benz CLS 63 AMG (2008—2010)

### Brabus Rocket
Також називається Brabus CLS V12 c — це тюнінгований автомобіль від фірми Brabus представлений на Франкфуртському автосалоні 2005 року. Автомобіль побудований на основі Mercedes-Benz CLS-Класу в C219 кузові, оснащений модифікованим двигуном AMG зі збільшеним з 6,0 до 6,3 л об'ємом, що розвиває потужність 720 к. с.

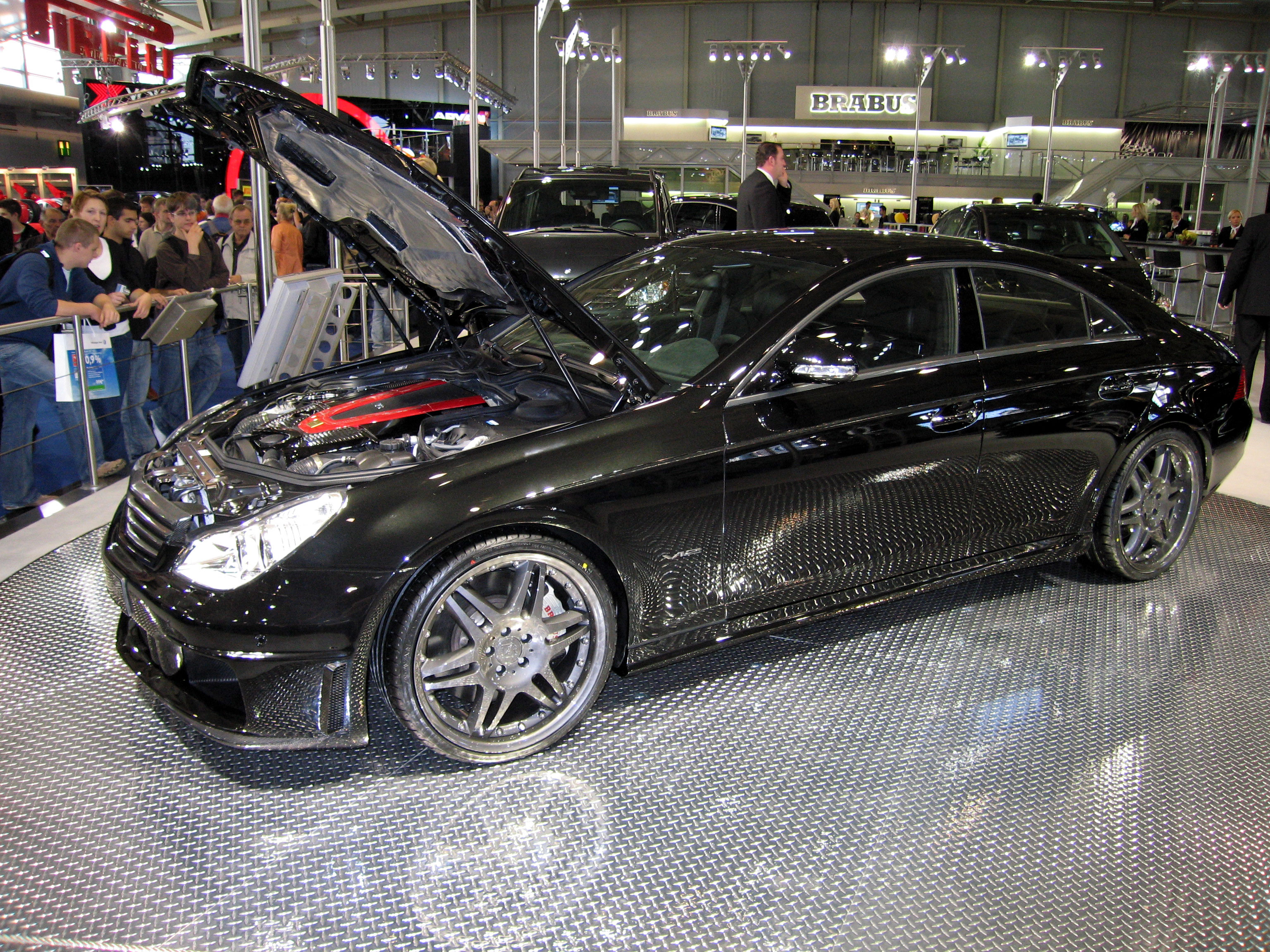
C219 Brabus Rocket
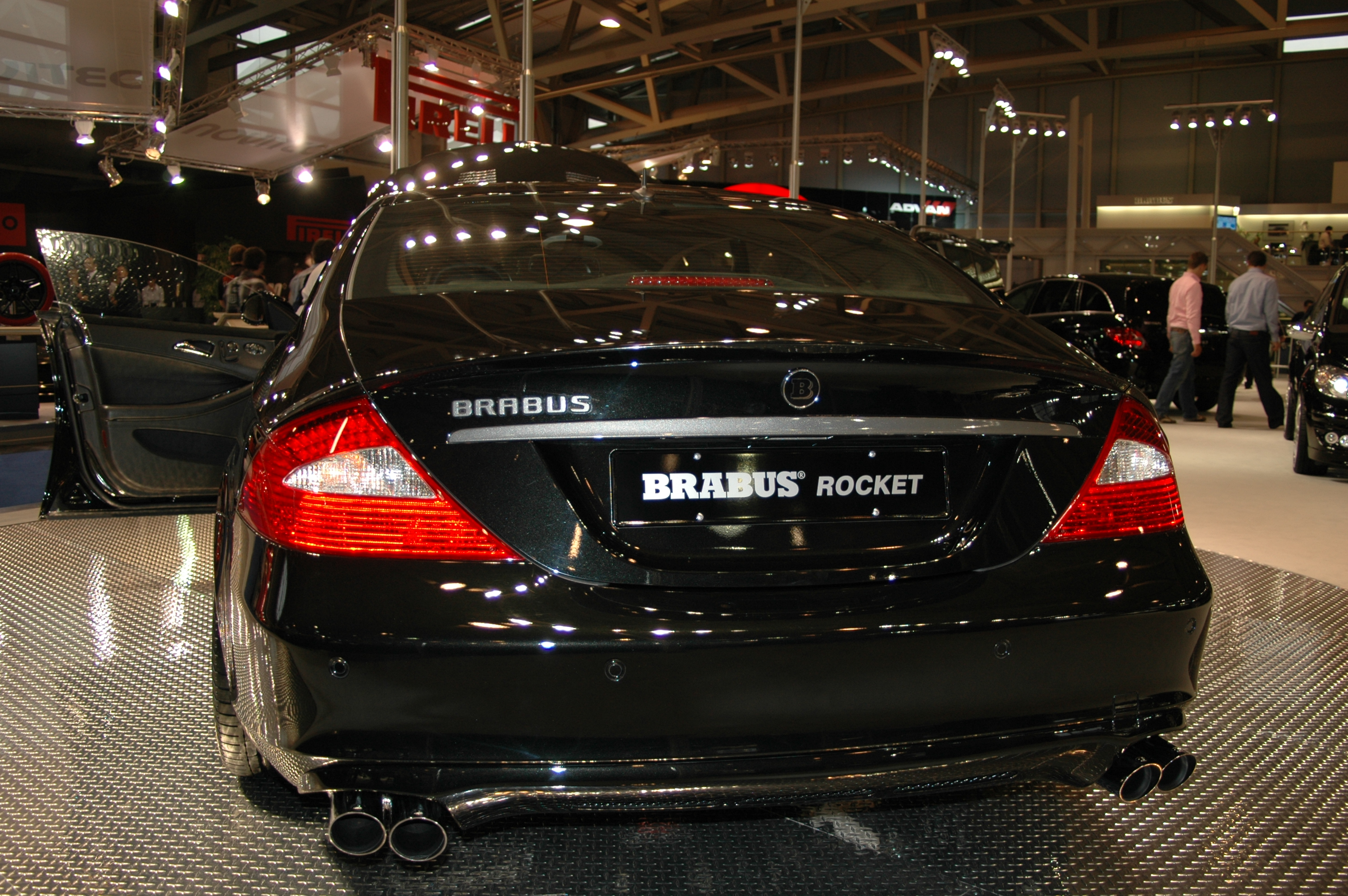
C219 Brabus Rocket, вигляд ззаду
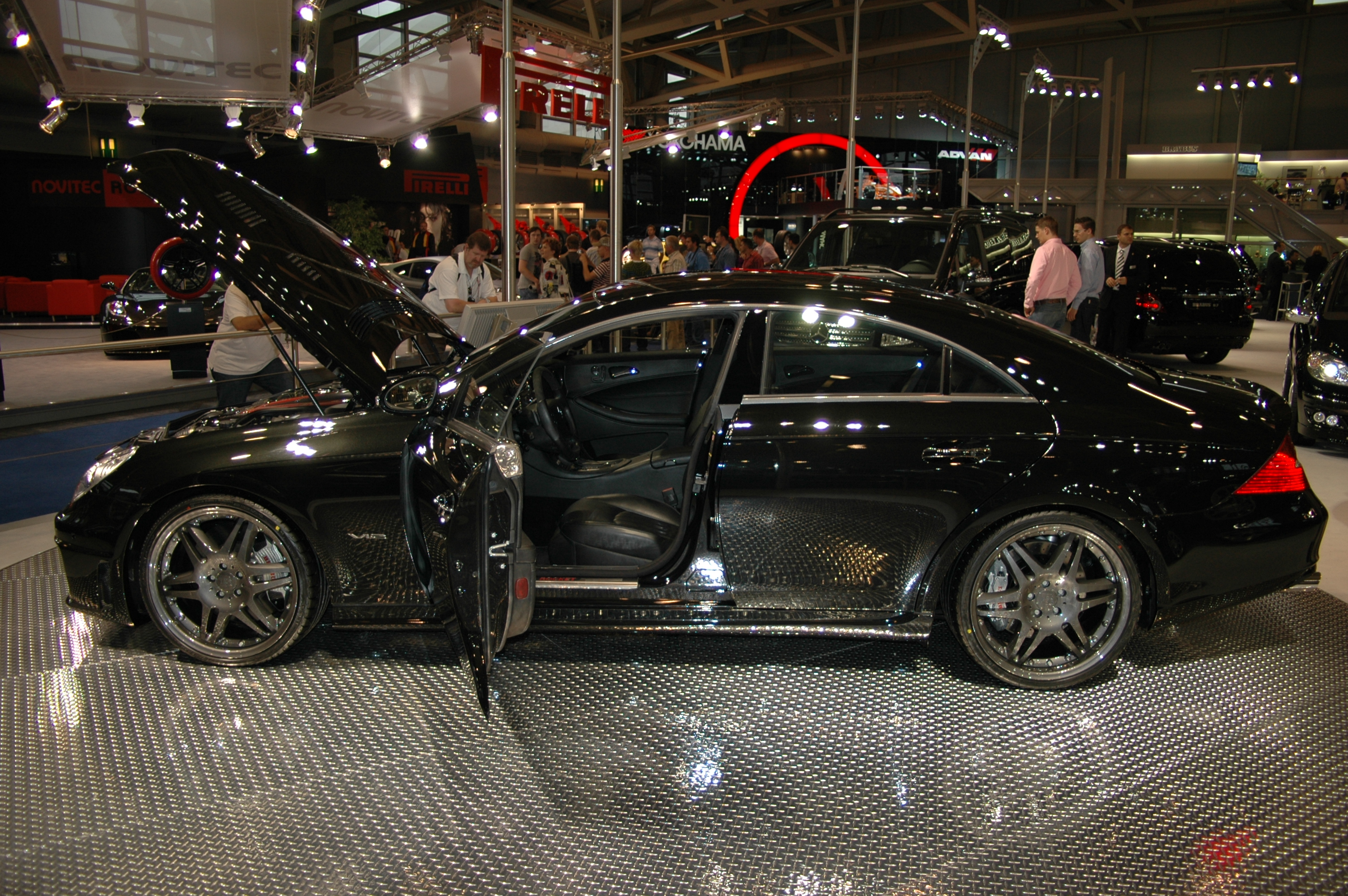
C219 Brabus Rocket, вигляд збоку
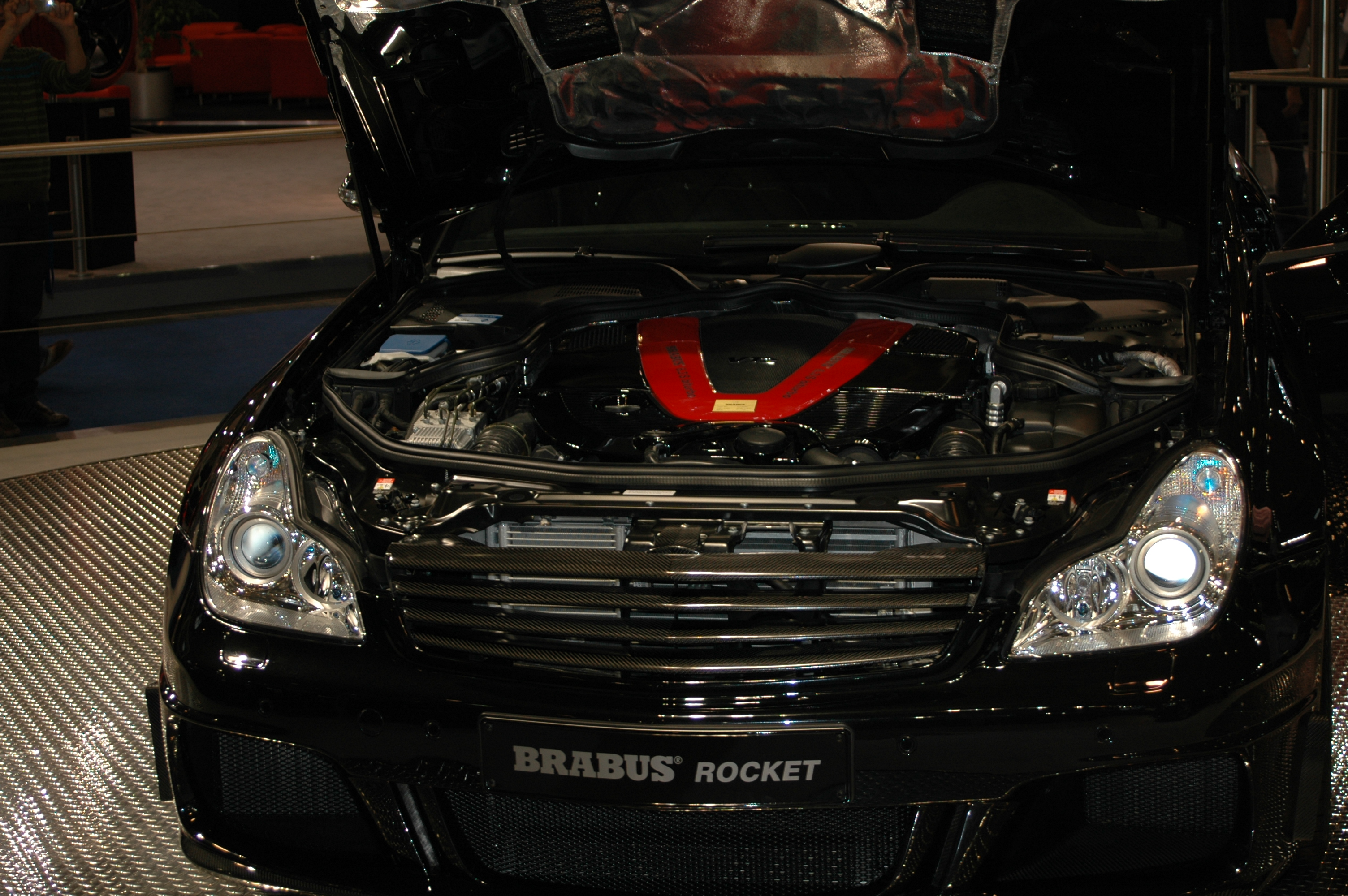
C219 Brabus Rocket, вигляд спереду